# 宁波轨道交通5号线
宁波轨道交通5号线是中国浙江省宁波市一条城市轨道交通线路，标识色为靛蓝。规划中的5号线为环线，途径北高教园区、国际会展中心、东部新城，鄞州工业区、南部高教园区、鄞州中心区等区域。布政站至兴庄路站的东南半环被作为一期工程列入宁波轨道交通第二轮近期建设规划。该段共设22座车站，均为地下站，2016年9月28日开工建设，2021年12月28日开通运营，成为浙江省内首条全自动运营的城市轨道交通线路。兴庄路至骆驼桥站则以3号线二期工程的名义于2019年12月开工建设，2024年6月28日开通运营，待3号线庄桥机场段建成后永茂路至骆驼桥段将改属3号线。

## 线路走向
宁波轨道交通5号线一期从布政站起，沿鄞县大道过奉化江，此后经下应向北，进入鄞州工业区并穿过宁波东部新城。此后在宁波高新区进入院士路并跨过甬江抵达高教园区北区，抵达兴庄路终点站。
5号线二期规划起自兴庄路，经庄桥、芦港至一期起点布政站，形成环线。

## 历史

### 规划
宁波轨道交通5号线最早出现在2003年8月编制完成的《宁波市城市快速轨道交通线网规划》中，该规划将5号线定为宁波轨道交通的3条辅助线之一，但当时并未列入2020年前须建成的线路之一，且线路与最终规划的线路差异较大。当时的轨道交通5号线为Y形线，主线西起望春工业区的金房，以L形线路经过鄞州工业区，最终到达镇海贵驷。另有支线起自院士路，向西到达庄桥站。主线与支线总长43.6公里。线路除东部新城和高新区段外全部为高架线。2011年，5号线被列入《宁波市城市轨道交通近期建设规划（2013-2020年）》中。此时，原6号线支线与5号线支线及5号线双桥至石碶段形成一条环线。与此同时，西起布政，北至兴庄路的5号线一期被纳入2013年至2020年建设规划，该段也由大部分高架改为全线地下。2013年11月，一期工程获得国务院批复，得以进入宁波轨道交通第二轮建设规划中实施。

### 一期建设
相比第二轮建设规划中的其他线路，5号线基本依照建设规划实施。唯一的更改是将规划中的前殷车辆段缩减为前殷停车场，缩减部分通过线网资源优化予以解决。5号线工程可行性研究报告于2015年6月2日获得宁波市发改委批复，2016年9月28日开工建设。2019年9月25日，曹隘–泗港区间成为全线首个进行盾构施工的区间，2020年3月5日成为首个双向贯通的区间。全线于2021年3月实现洞通并开始进入机电施工阶段，5月31日实现轨通，6月10日实现电通。运营列车于6月29日进驻经堂庵根车辆段。一期工程于12月8日通过初期运营安全评估。2021年12月24日至26日，5号线一期布政至会展中心段开放市民免费试乘，2021年12月28日开通运营。

### 贯通3号线二期

3号线二期车站归属变化。5号线二期建成前，外漕村站暂缓建设。5号线二期建成后，补建外漕村站作为3、5号线换乘站，原贯通所用路轨作为联络线使用

由于宁波庄桥机场搬迁时间未定，3号线二期工程纳入5号线兴海南路、华业街两站并以与5号线一期贯通运营的形式接入线网，当5号线二期建成后再行拆分。骆驼北站经环评审批后于2019年12月2日先期开工建设，此后各车站相继开工建设。2022年1月13日兴海南路站主体结构封顶，为3号线二期首个主体结构封顶的车站。2022年1月7日，兴海南路–兴庄路区间左线隧道开始盾构，并于当年3月4日贯通，为3号线二期首个开始盾构施工和贯通的隧道。全线所有隧道于2023年10月16日贯通。3号线二期于2023年2月中旬开始铺轨，8月20日实现长轨通。2023年9月6日，3号线二期全线电通，25日完成热滑，此后开始联调联试。2024年2月1日，3号线二期开始与5号线一期贯通试运行。5月16日，3号线二期进行初期运营前安全评估，5月31日由宁波市人民政府批复初期运营，6月28日开通运营。

## 车站
宁波轨道交通5号线一期全部为地下车站。一期设置8座换乘车站与1至8号线换乘。

### 站名
5号线多座车站站名因历史传承和辨识度的原因曾进行更改。
| 现站名   | 原站名                 | 更名原因                                                         |
| -------- | ---------------------- | ---------------------------------------------------------------- |
| 张家潭站 | 段梅路站               | 位于古林镇张家潭村西北侧的云林东路上，因村得名                   |
| 雅渡站   | 雅源路站               | 沿鄞县大道设置，因奉化江古渡口雅渡得名                           |
| 庙堰站   | 百梁北路站             | 沿鄞县大道设置，因古庙古堰及庙堰村得名                           |
| 下应路站 | 下应北路站             | 沿鄞县大道设置，因奉化江古渡口雅渡得名                           |
| 大洋江站 | 金源路站               | 沿金达路设置，邻近大洋江，因此得名                               |
| 泗港站   | 富强路站               | 沿金达路设置，近泗港村，因此得名                                 |
| 曹隘站   | 环城南路站、海晏南路站 | 位于金达路、海晏南路设置，横截路为环城南路，近原曹隘村，因村得名 |
| 柳隘站   | 百丈东路站             | 沿海晏南路设置，横截路为百丈东路，近原柳隘村，因村得名           |
| 院士路站 | 江南路站               | 沿院士路设置，横截路为江南路，因路得名                           |
| 盎孟港站 | 腊梅路站               | 位于甬江盎孟港段南侧，因水域得名                                 |
| 梅堰站   | 华业街站               | 周边曾有古代水利设施梅堰，因此得名                               |
| 永茂路站 | 客运北站               | 位于永茂西路以北，因路得名                                       |
| 骆驼桥站 | 骆驼北站               | 周边有中大河与骆驼桥，因桥得名                                   |

### 车站装饰

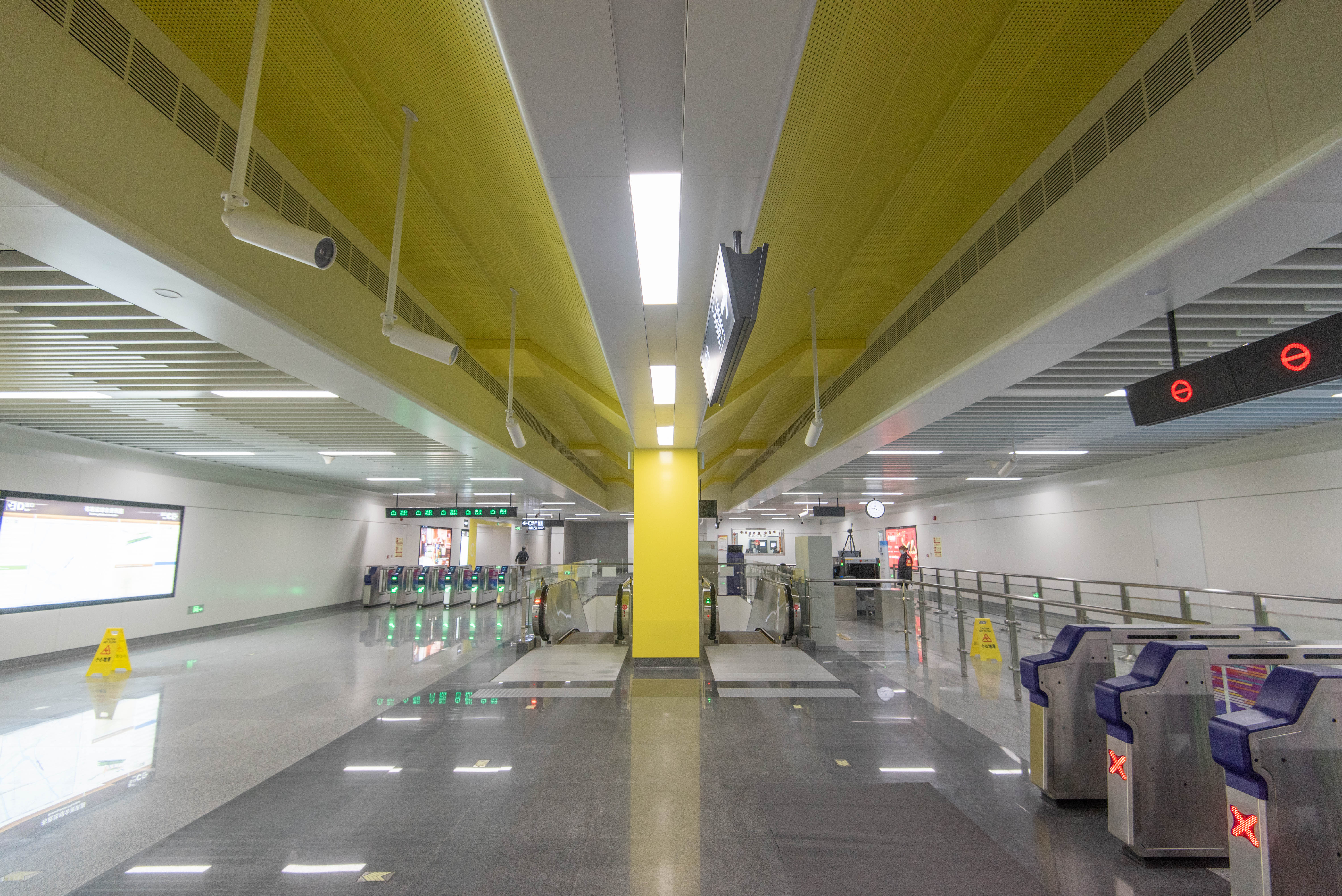
布政站站厅，为标准装修，使用黄色为主题色

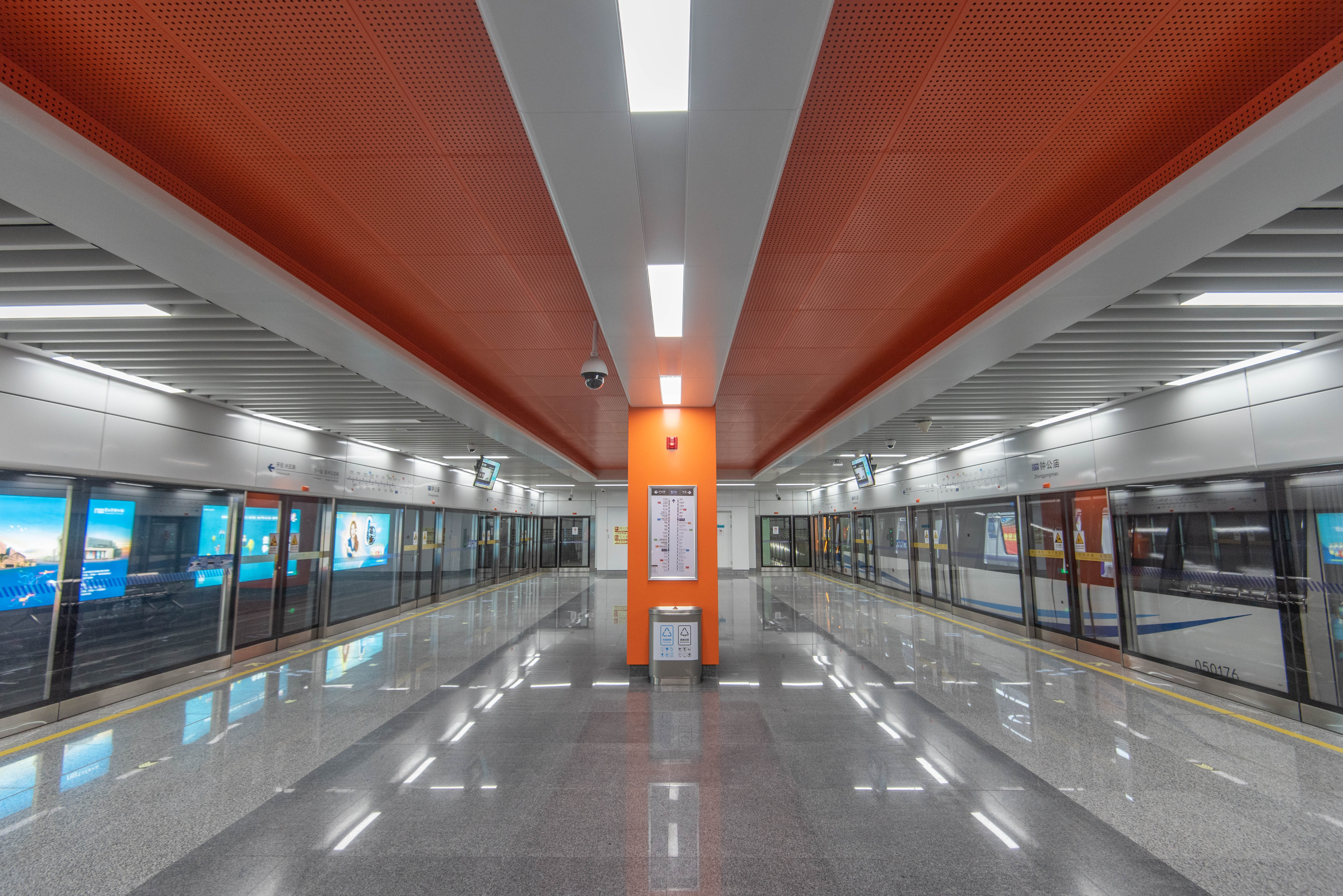
钟公庙站站台，为标准装修，使用橙色为主题色

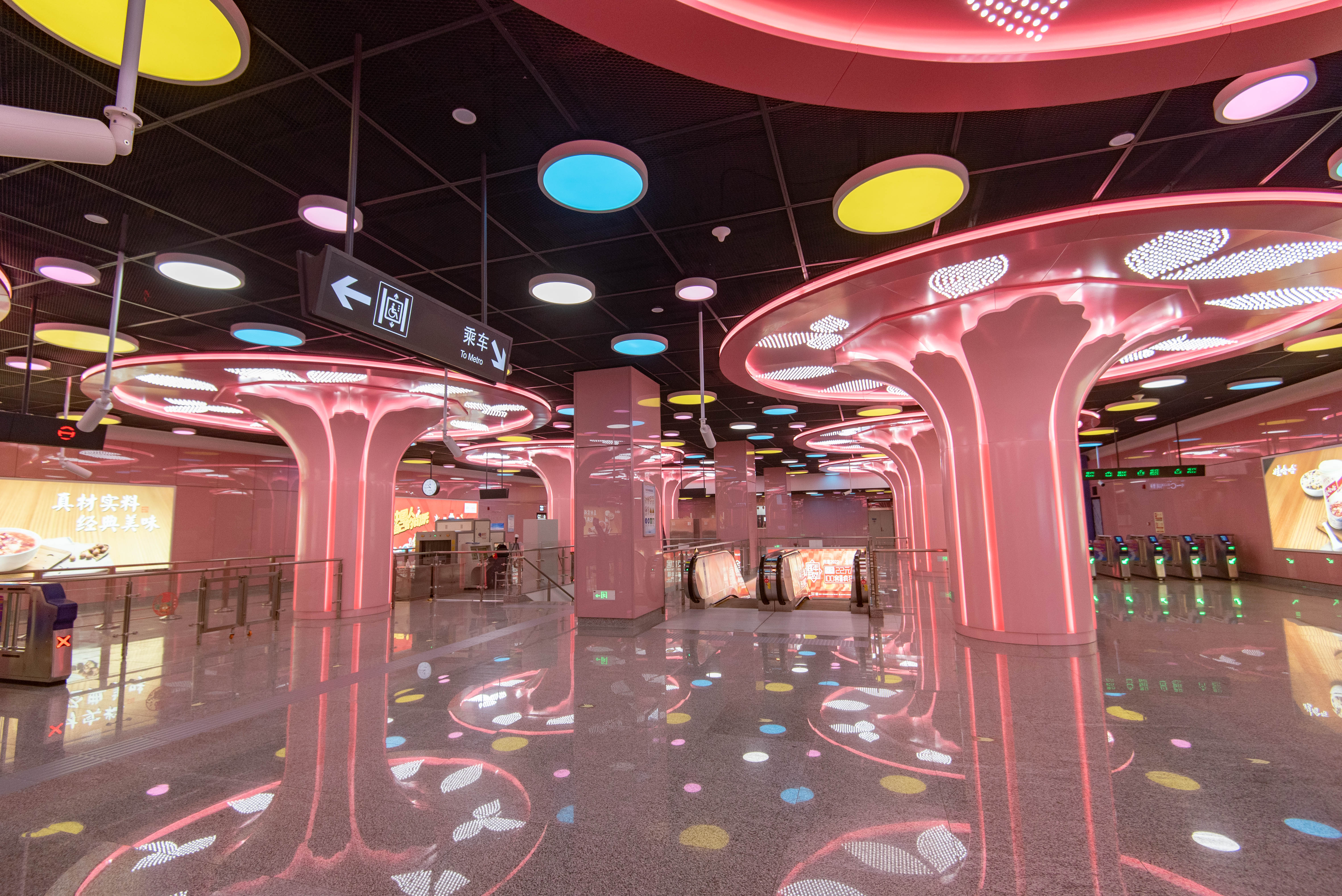
钱湖南路站站厅，为主题车站

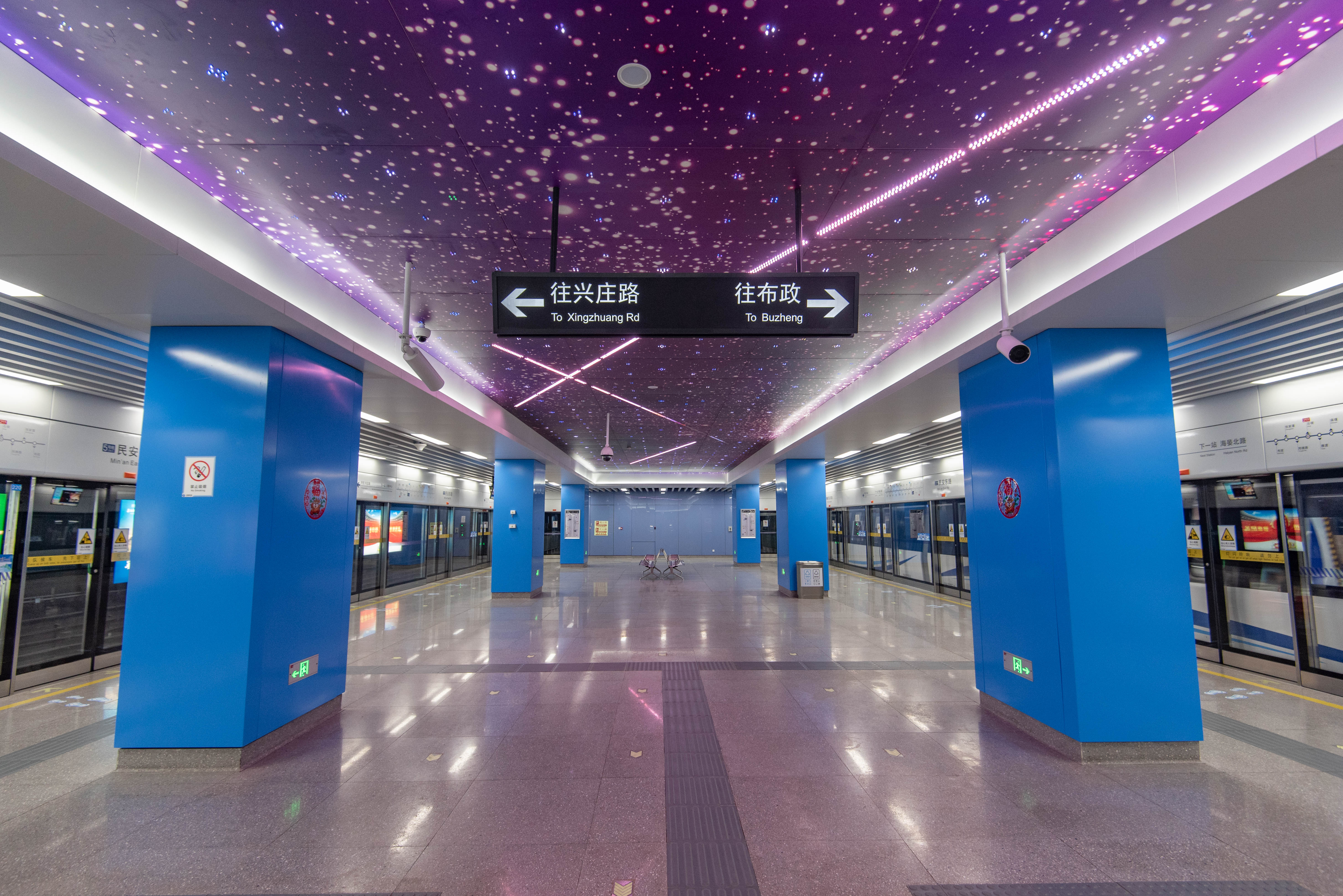
民安东路站站台，为主题车站

5号线一期车站装饰以“璀璨甬都”为主题，车站空间色彩按照车站所在区域的不同而有所区分。兴庄路、三官堂、盎孟港三站取材江北高教区，色彩为青色，寓意青春与快乐。院士路、会展中心、民安东路、海晏北路、柳隘五站取材高新区与东部新城，色彩为蓝色，寓意科技与未来。曹隘、泗港、大洋江三站取材潘火工业区，色彩为红色，寓意力量与进取。下应路、南高教园区、钱湖南路三站取材南高教园区，色彩为绿色，寓意宁静与清新。鄞州区政府、钟公庙、庙堰站三站取材南部商务区，色彩为橙色，寓意时尚与活力。雅渡、石碶二站取材周边商住区，色彩为紫色，寓意高贵与优雅。同德路、张家潭、布政三站取材鄞西工业区，色彩为黄色，寓意希望与财富。3号线二期延伸段则以淡蓝色为主色调。
全线车站中，民安东路站、钱湖南路站、庙堰站和骆驼桥站为主题车站。其中，民安东路站主题为“线性曲线”，在天花板构造星空图案，并使用灯光营造未来感。钱湖南路站主题为“繁花绽放”，以宁波市花插花为主要元素。庙堰站主题元素为“水”，使用曲线表现水的形态，营造欢快的氛围。骆驼桥站则将运河水流与宁波市树樟树的形态相结合。

### 车站列表
|                                |            |                  |        |                  |  |
| 站名                           | 里程（km） | 换乘路线         | 所在地 | 车站形式         |  |
| 5号线一期                      |            |                  |        |                  |  |
| 布政                           | 0          |                  | 海曙区 | 地下二层岛式车站 |  |
| 张家潭                         | 1.5        |                  | 海曙区 | 地下二层岛式车站 |  |
| 同德路                         | 3.5        |                  | 海曙区 | 地下二层岛式车站 |  |
| 石碶                           | 4.9        | ■ 2号线          | 海曙区 | 地下二层岛式车站 |  |
| 雅渡                           | 5.8        |                  | 海曙区 | 地下二层岛式车站 |  |
| 庙堰                           | 7.5        | ■ 8号线          | 鄞州区 | 地下二层岛式车站 |  |
| 钟公庙                         | 8.7        |                  | 鄞州区 | 地下二层岛式车站 |  |
| 鄞州区政府                     | 9.7        | ■ 3号线          | 鄞州区 | 地下三层岛式车站 |  |
| 钱湖南路                       | 11.5       |                  | 鄞州区 | 地下二层岛式车站 |  |
| 南高教园区                     | 12.6       | ■ 4号线          | 鄞州区 | 地下三层岛式车站 |  |
| 下应路                         | 14.1       |                  | 鄞州区 | 地下二层岛式车站 |  |
| 大洋江                         | 15.3       |                  | 鄞州区 | 地下二层岛式车站 |  |
| 泗港                           | 16.4       |                  | 鄞州区 | 地下二层岛式车站 |  |
| 曹隘                           | 18.1       |                  | 鄞州区 | 地下二层岛式车站 |  |
| 柳隘                           | 19.5       |                  | 鄞州区 | 地下三层岛式车站 |  |
| 海晏北路                       | 20.4       | ■ 1号线          | 鄞州区 | 地下三层岛式车站 |  |
| 民安东路                       | 21.3       | ■ 7号线（在建）  | 鄞州区 | 地下二层岛式车站 |  |
| 会展中心                       | 22.0       |                  | 鄞州区 | 地下二层岛式车站 |  |
| 院士路                         | 23.6       | ■ 6号线（在建）  | 鄞州区 | 地下三层岛式车站 |  |
| 盎孟港                         | 24.6       |                  | 鄞州区 | 地下二层岛式车站 |  |
| 三官堂                         | 26.5       | ■ 2号线          | 江北区 | 地下二层岛式车站 |  |
| 兴庄路                         | 27.6       |                  | 镇海区 | 地下二层岛式车站 |  |
| 兴海南路                       | 28.6       |                  | 镇海区 | 地下二层岛式车站 |  |
| 梅堰                           | 29.4       | ■ 10号线（在建） | 江北区 | 地下二层岛式车站 |  |
| 3号线二期(暂归入5号线贯通运营) |            |                  |        |                  |  |
| 永茂路                         | 33.1       | ■ 10号线（在建） | 江北区 | 地下二层岛式车站 |  |
| 镇海大道（慈海）               | 35.2       | ■ 7号线（在建）  | 镇海区 | 地下三层岛式车站 |  |
| 骆驼桥                         | 36.8       |                  | 镇海区 | 地下二层岛式车站 |  |

## 车辆

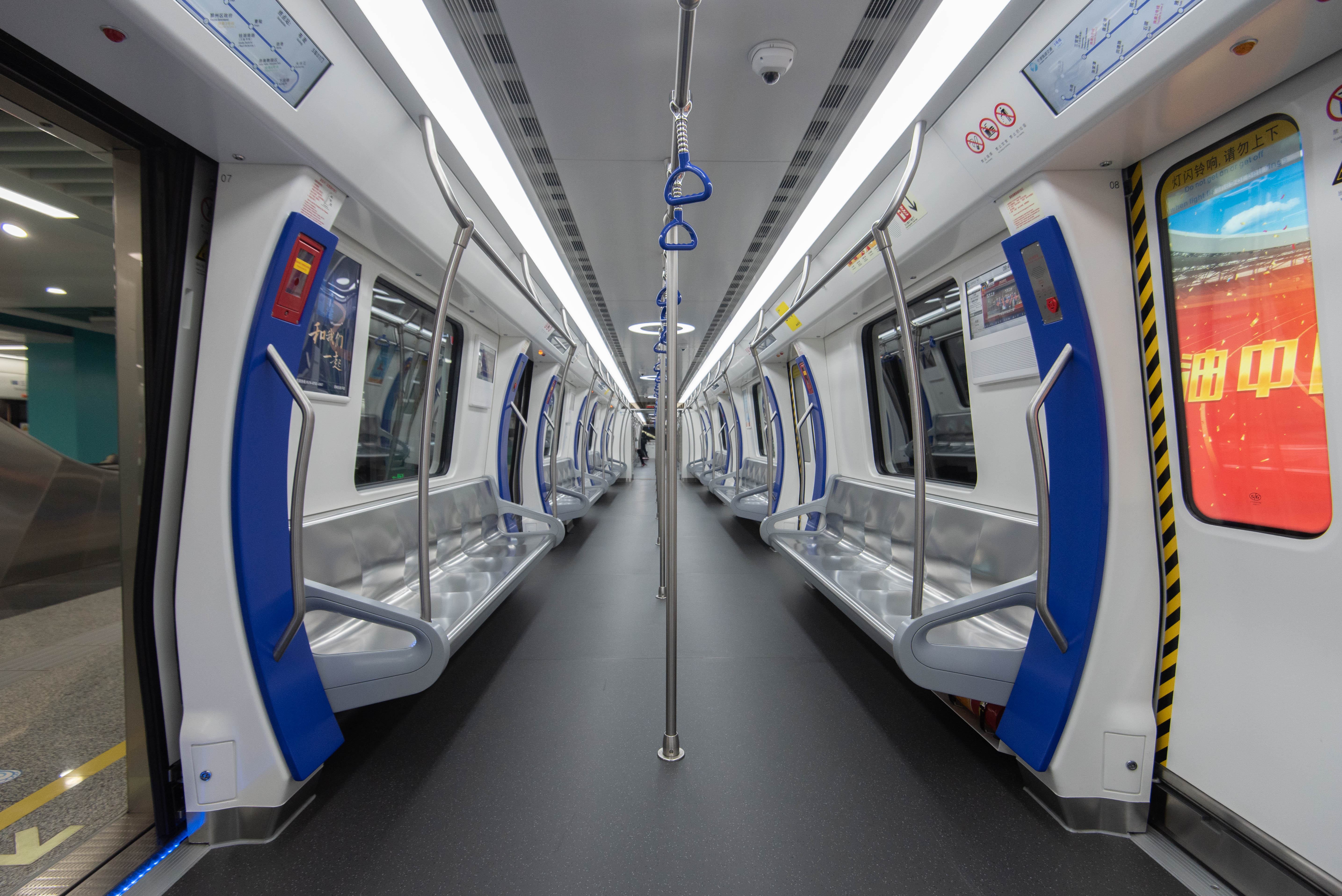
5号线列车内部

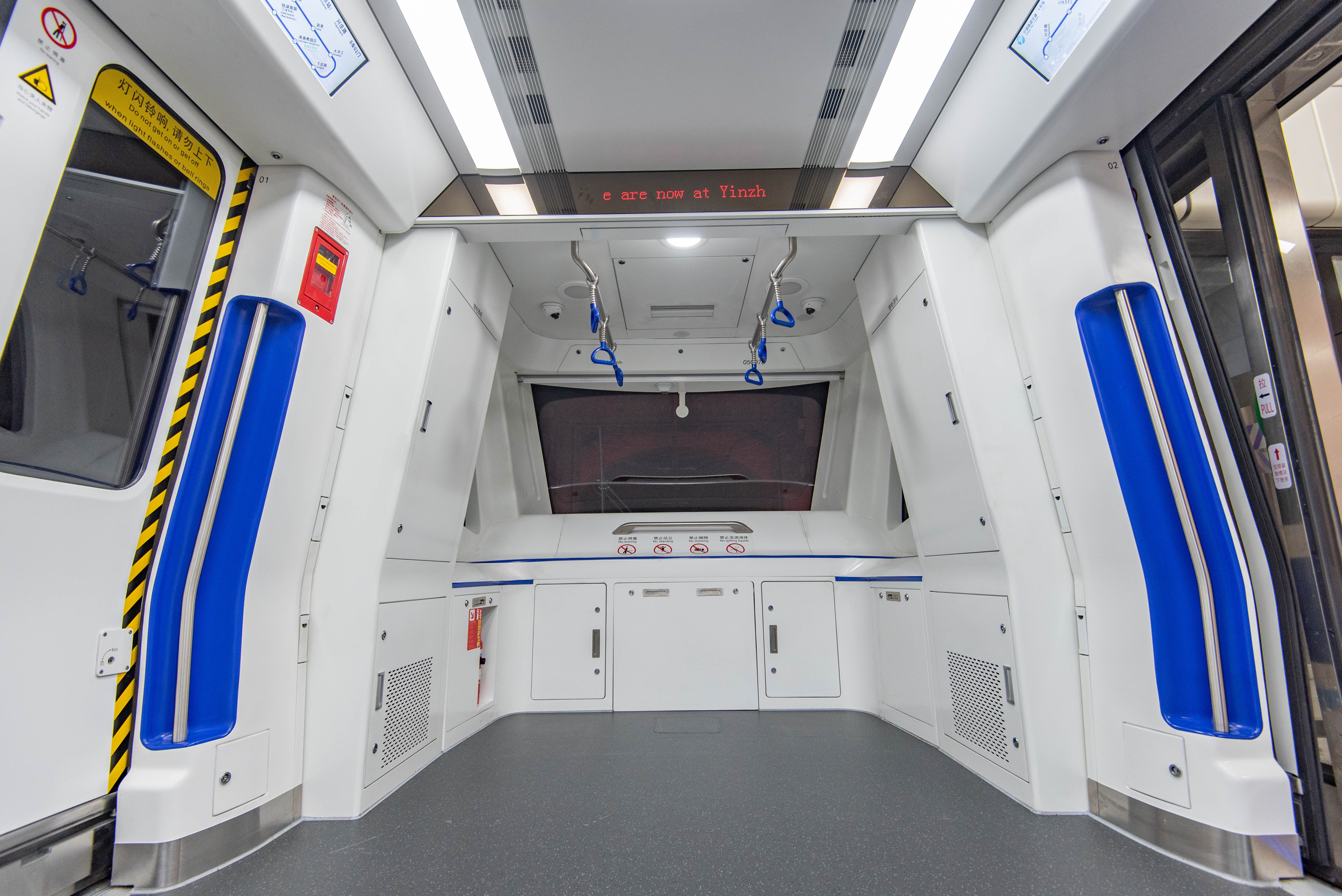
5号线列车开放式司机室

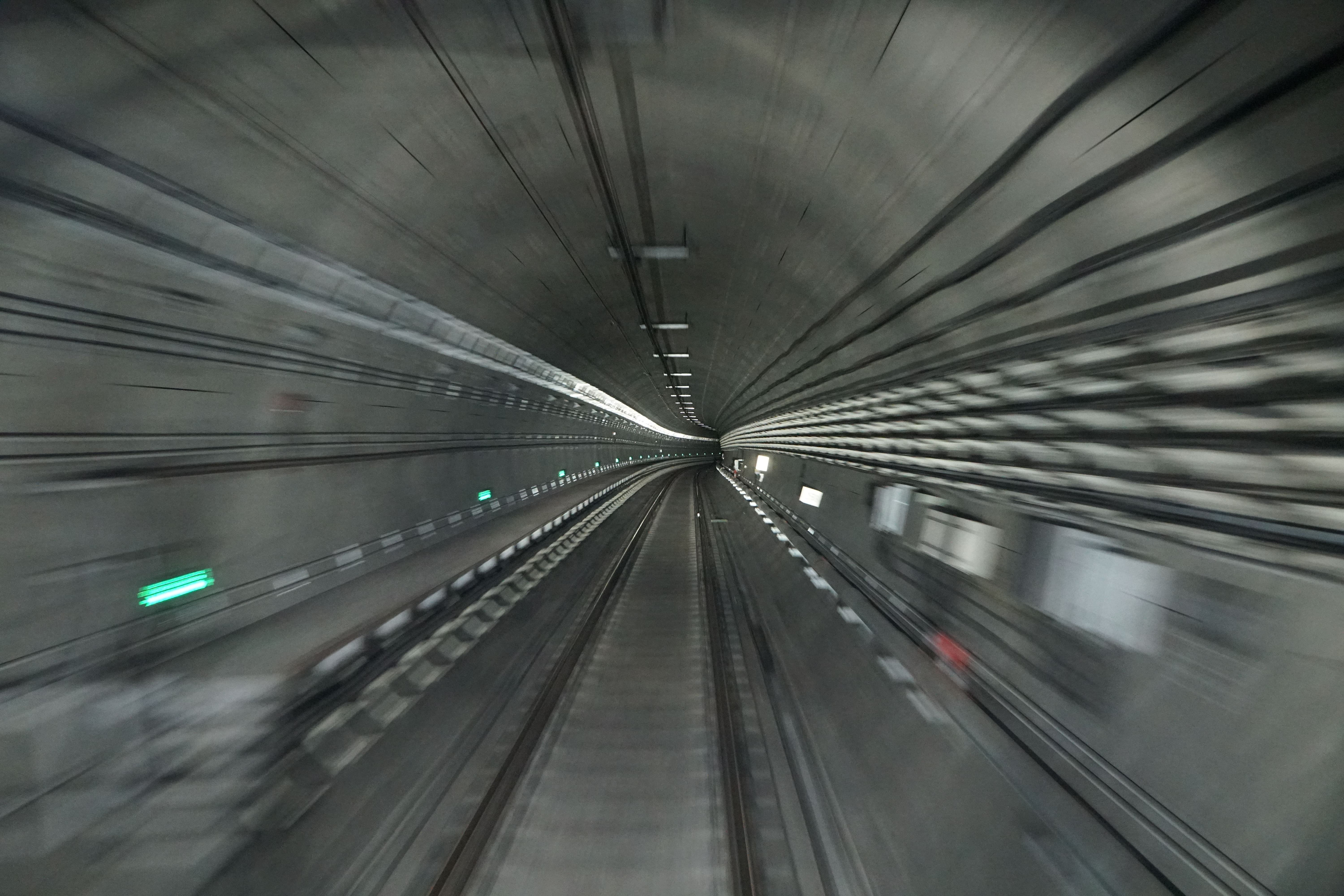
通过列车前挡风玻璃看到的场景

宁波轨道交通5号线采用6辆编组的B型地铁车辆，最高速度80公里/小时，一期工程共26列，3号线二期增购8列。列车由中车株洲电力机车生产，在宁波中车产业基地组装。列车具备全自动无人看守运行（UTO）能力，可自动完成唤醒、自检、发车，为浙江省内首次应用。车辆采用钕铁硼永磁同步牵引电机，比常规电机节能20%。车身两侧涂有靛蓝色波浪形饰带，参照海豚出水设计。车门立柱沿用3号线、4号线采用的帆船形设计，寓意为“水韵宁波、扬帆起航”。列车两端司机室为开放式，运营时仅封闭仪表板，乘客可在列车运行中看到前后方路轨，随车列管员会承担乘客服务和列车运行监护工作，并在紧急情况下承担列车驾驶工作。05025号车试验性地设置了OLED电容触控屏，可提供线路信息显示、交互查询等功能。

## 行车组织
宁波轨道交通5号线初期、近期、远期均采用单一交路运行，两端及首末班车发车时间分别为5:45和22:00，同时在6:00从泗港站向两端开行首班车。工作日期间，早、晚高峰时段行车间隔为4分58秒，平峰行车间隔5分52秒，20:00后的低峰时段行车间隔7分40秒。双休日平峰时段（8:00-20:00）行车间隔5分52秒，低峰行车间隔则为7分40秒。

## 附属设施

### 车辆基地
宁波轨道交通5号线一期设置经堂庵跟车辆段和前殷停车场。其中，经堂庵跟车辆段位于海曙区联丰中路南侧，杭甬高速公路西侧，接轨布政站，承担5号线列车乘务、列检、保养以及临时、定期维修任务，同时承担4、5、6、8号线车辆大修、架修任务。前殷停车场位于鄞州区，杭甬高速公路以北，环城南路以南，金达路以东，杨木碶河以西，八字接轨泗港站和曹隘站，承担5号线列车乘务、列检、保养任务。朝阳停车场位于镇海区骆驼街道，宁波绕城高速公路北侧，慈海北路东侧，西大河西侧，接轨骆驼桥站，承担5号线列车乘务、列检、保养任务。待北段拆分后计划改为3号线停车场。

### 主变电所
宁波轨道交通5号线与2号线共享双桥主变电所，与4号线共享甬兴主变电所，不另设主变电所。

### 信号系统
宁波轨道交通5号线一度计划采用了众合科技提供的全自动运行列车控制解決方案，采用了GoA3等级的全自动无人驾驶（DTO）技术。后改为采用中控信息提供的互联互通、全自动运行与基于行车指挥的综合监控制式的信号系统，达到了全自动无人看守运行（UTO）的技术标准（即GoA4等级）。